# Sutton cum Lound
Pour les articles homonymes, voir Sutton et Lound.
Sutton cum Lound est un village du Nottinghamshire, en Angleterre.